# Kings of Metal
Kings of Metal es el sexto álbum de estudio de la banda estadounidense de heavy metal, Manowar, lanzado el 18 de noviembre de 1988. Es generalmente considerado uno de sus álbumes más célebres y más populares entre los seguidores de la banda. 

## Lista de canciones
1. Wheels Of Fire - 4:10
2. Kings Of Metal - 3:45
3. Heart Of Steel - 5:10
4. Sting Of The Bumblebee - 2:49
5. The Crown And The Ring - 4:50
6. Kingdom Come - 3:56
7. Pleasure Slave - 5:38
8. Hail And Kill - 5:59
9. The Warriors Prayer - 4:20
10. Blood Of The Kings - 7:29

## Formación
- Eric Adams: Voz
- Ross the Boss:Guitarra y teclado
- Joey DeMaio: Bajo
- Scott Columbus: Batería

## Curiosidades
Este álbum contiene dos de los propósitos más ambiciosos de Manowar:
- La canción The Crown And The Ring fue interpretada en una catedral con 100 voces masculinas.
- La canción The Sting Of The Bumblebee es una adaptación que hizo Joey DeMaio, de la obra clásica Flight of the Bumblebee, de Nikolai Rimski-Korsakov, en la cual demuestra su virtuosismo ya que adaptó la canción a su instrumento y la tocó a una velocidad vertiginosa.